# Rollkommando Hamann

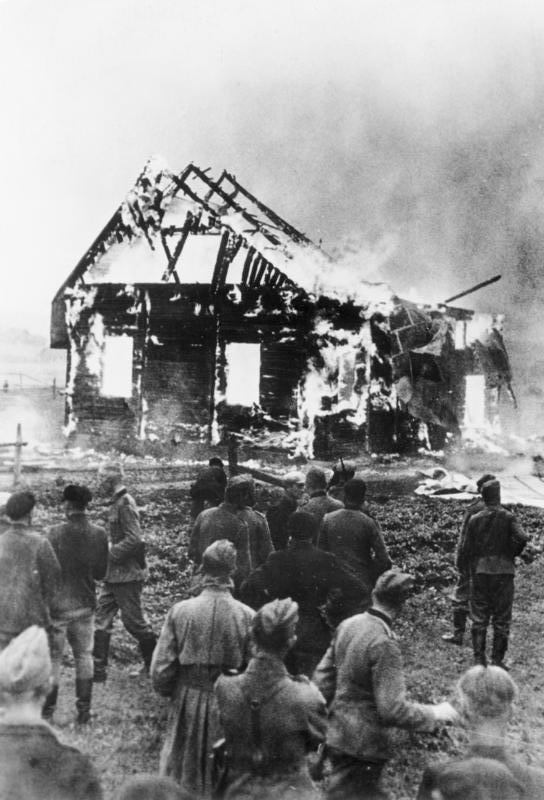
Palenie synagogi przez Litwinów, 1941

Rollkommando Hamann (lit. Skrajojantis Būrys) – ochotniczy kolaboracyjny oddział zbrojny złożony z Litwinów i Niemców podczas II wojny światowej.
Oddział został utworzony w lipcu 1941 w Kownie. Nie miał ustalonej struktury organizacyjnej. Składał się z 8–10 Niemców z Einsatzkommando A pod dowództwem SS-Obersturmführera Joachima Hamanna i 58 Litwinów na czele z por. Broniusem Norkusem. Litwini rekrutowali się z 3 kompanii I Batalionu TDA. Oddział został zmotoryzowany, aby mógł szybko przemieszczać się pomiędzy różnymi litewskimi miejscowościami.
Do zadań oddziału należało mordowanie Żydów. Według tzw. Raportu Jägera (SS-Standartenführera Karla Jägera), opisującego działania eksterminacyjne Einsatzkommando, Rollkommando Hamann dokonało masowych morderstw w ogółem 54 miejscach na Litwie, zabijając około 26 tys. Żydów (według części źródeł było to nawet około 70 tys. osób). Współdziałano z miejscowymi ochotnikami (tzw. aktywistami) i pomocniczymi oddziałami policyjnymi złożonymi z Litwinów, które aresztowały lub wyłapywały Żydów i gromadziły ich w jednym miejscu (najczęściej w lesie lub jakimś leżącym na uboczu). Członkowie Rollkommando jedynie przeprowadzali egzekucje. Oddział działał do początku października 1941, kiedy został rozformowany.